# Annie Tollenaar-Ermeling
Johanna Philippina Christina (Annie) Tollenaar-Ermeling (Gresik, Java, Indonesië, 1 juli 1865 – Den Haag 9 augustus 1932) was een Nederlandse beeldhouwer, tekenaar, lithograaf en boekbandontwerper.

## Leven en werk

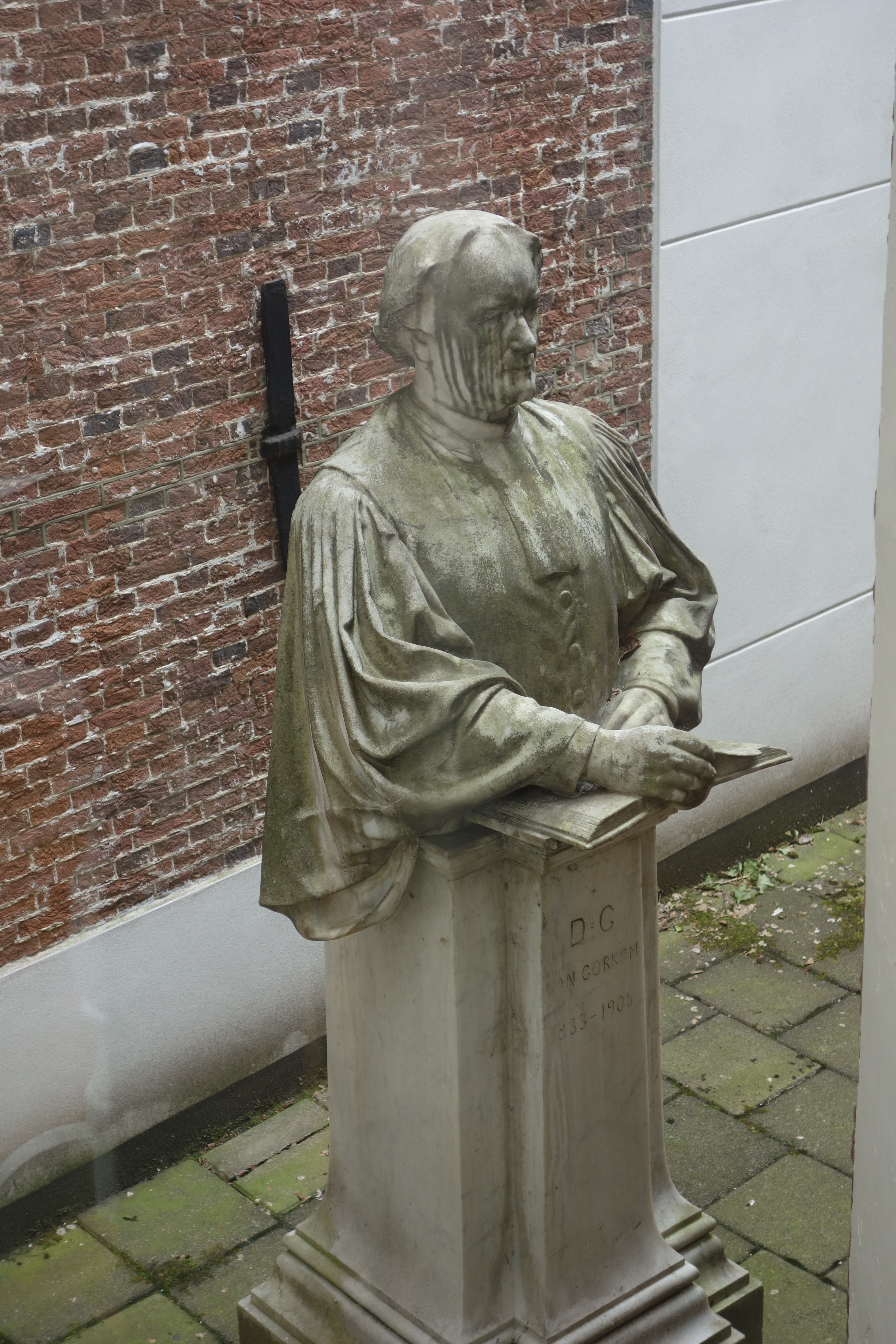
Buste van schrijver/dominee Gerrit van Gorkom door Annie Ermeling

Ze was dochter van Christina Johanna Sacré en militair Johan Philip Ermeling. Haar moeder overleed in het kraambed.  Tussen 1889 en 1922 (echtscheiding) was ze getrouwd met Dirk Tollenaar.
Tollenaar volgde een opleiding aan de Rijksakademie van beeldende kunsten in Amsterdam van 1881 tot 1903. Zij was ook op de Dagteekenschool voor Meisjes in Amsterdam van 1905 tot 1907. Ze werkte vervolgens in Ubbergen, Parijs en Brussel. 
Zij verkreeg op de Parijse salon in 1904 een medaille 3e klasse en in 1910 op de Algemene en Internationale Tentoonstelling te Brussel een zilveren medaille. Tollenaar was de eerste vrouw die de Prix de Paris won. Ze was lid van Arti et Amicitiae in Amsterdam.

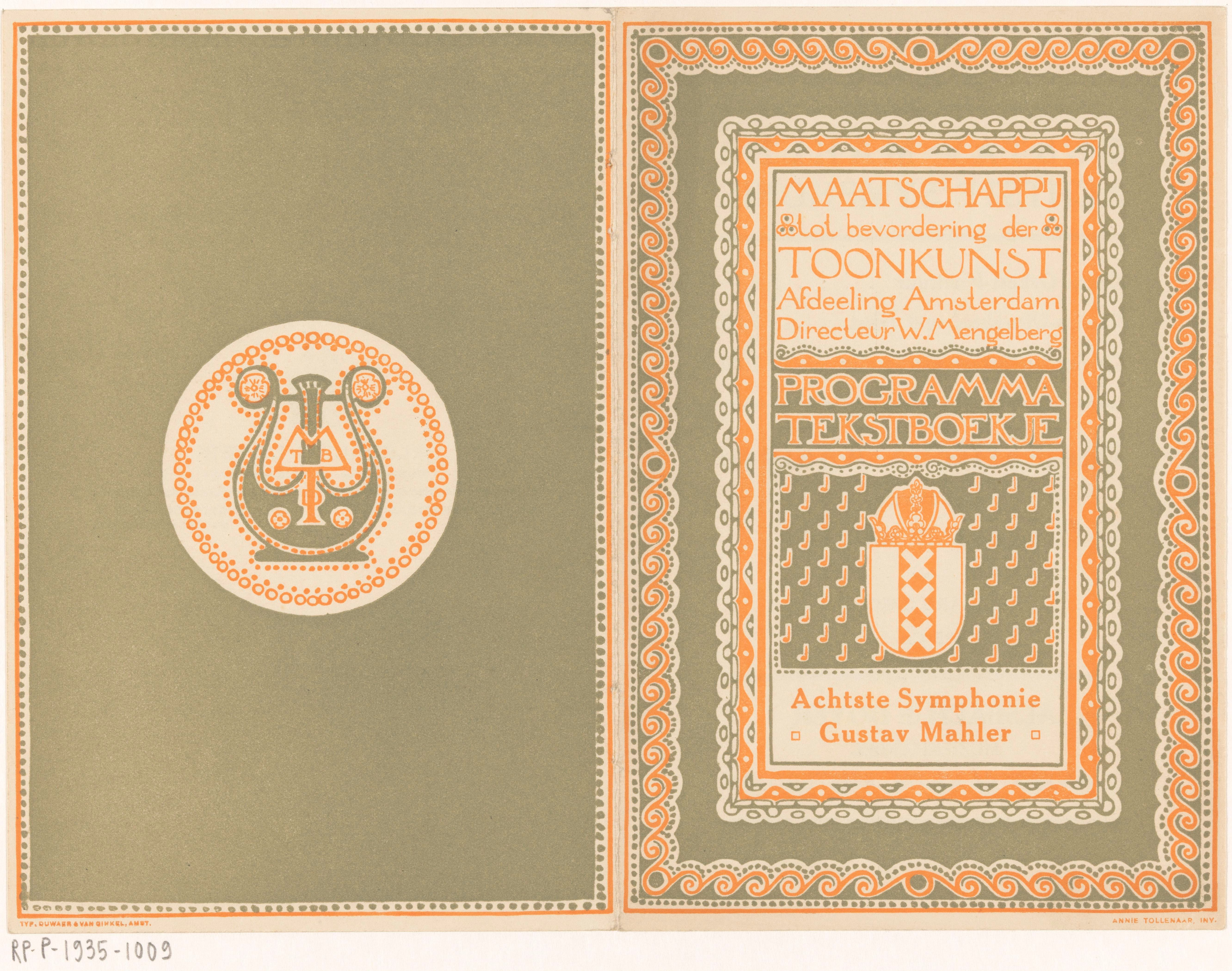
Symfonie nr. 8 (Mahler)
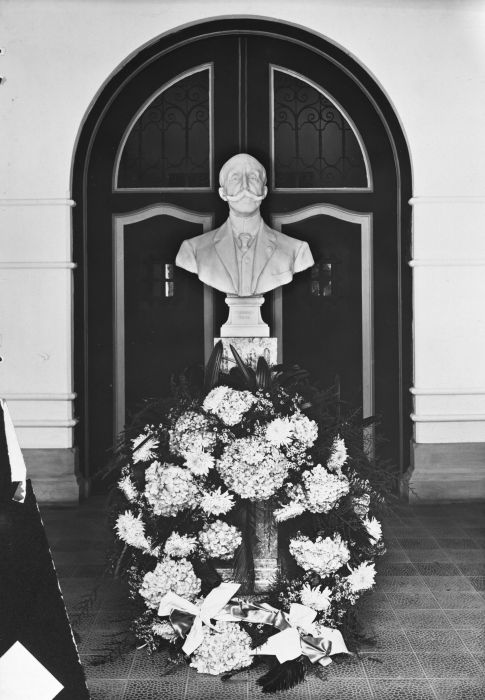
Borstbeeld Melchior Treub
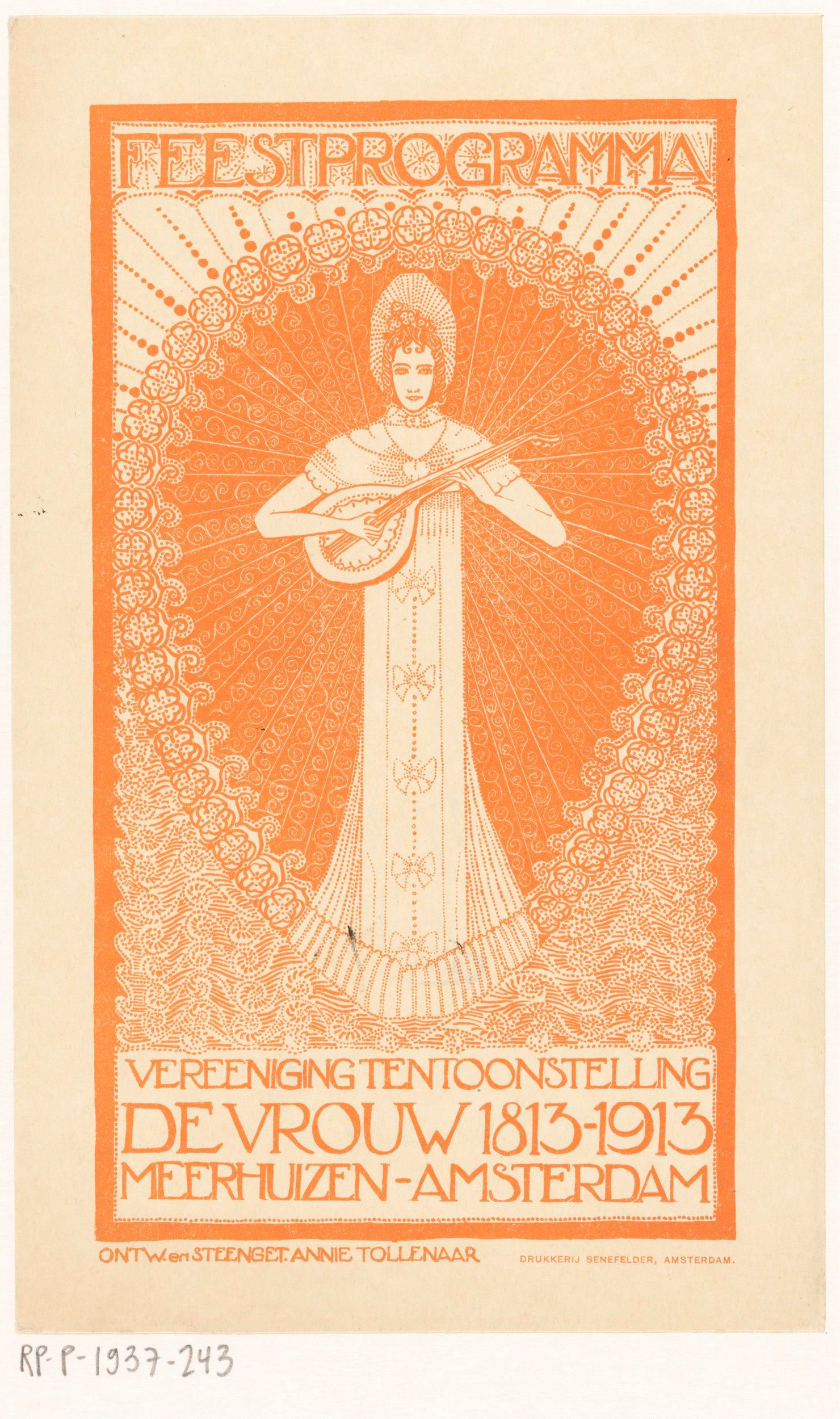
Tentoonstelling 'De vrouw' (1913)